# 10. podmorniška flotilja (Wehrmacht)
Za druge 10. flotilje glejte 10. flotilja.
10. podmorniška flotilja je bila bojna podmorniška flotilja v sestavi Kriegsmarine med drugo svetovno vojno.

## Baze
- januar 1942–oktober 1944: Lorient

## Podmornice
Razredi podmornic
- IXC, IXC/40, XB in XIV

Seznam podmornic
- U-118, U-155, U-158, U-159, U-160, U-163, U-164, U-165, U-166, U-167, U-169, U-170, U-171, U-172, U-174, U-175, U-176, U-177, U-178, U-179, U-181, U-185, U-186, U-187, U-188, U-192, U-193, U-194, U-459, U-460, U-461, U-462, U-463, U-464, U-506, U-508, U-509, U-510, U-511, U-512, U-513, U-514, U-515, U-516, U-517, U-523, U-524, U-525, U-526, U-527, U-528, U-529, U-530, U-533, U-535, U-537, U-539, U-540, U-541, U-542, U-543, U-544, U-546, U-549, U-550, U-804, U-844, U-845, U-846, U-853, U-855, U-857, U-865, U-866, U-1221, U-1222, U-1229, U-1230, UD-3, UD-5

## Poveljstvo
Poveljnik
- Kapitan korvete Günther Kuhnke (januar 1942–oktober 1944)